# Szalai András (cimbalmos)
Szalai András (Budapest, 1985 –), Artisjus-díjas magyar cimbalomművész, zeneszerző, a Liszt Ferenc Zeneművészeti Egyetem tanársegédje.

## Tanulmányai
Tanulmányait a budapesti Bartók Béla Konzervatóriumban, majd a Liszt Ferenc Zeneművészeti Egyetemen végezte cimbalom és zeneszerzés szakon. Tanárai Szeverényi Ilona, Fekete-Győr István és Vajda János voltak. 2014-től a Zeneakadémia doktorandusza.

## Tevékenysége
A Szent István Király Zeneművészeti Szakközépiskola zeneszerzés, szolfézs és zeneelmélet tanára.
2015 óta a Zeneakadémia Kamarazene Tanszékének oktatója.
Magyarország és Európa kortárs zenei életének meghatározó szereplője. Elsősorban Kurtág György darabjainak tolmácsolója és szakértője. A fiatal zeneszerzőgeneráció műveinek első számú cimbalmos előadója. Több tucat zenedarab ősbemutatója köthető a nevéhez. Többek között Jeney Zoltán, Serei Zsolt, Sáry László, Kedves Csanád, Csapó Gyula, Tornyai Péter, Balogh Máté, Sándor László, Matkó Tamás, Szigeti Máté, Dargay Marcell, Zarándy Ákos stb. műveinek első számú előadója.
Állandó tagja a Nemzeti Filharmonikusoknak, a Magyar Rádió Szimfonikusoknak, a Concerto Budapestnek, az UMZE Kamaraegyüttesnek és a Ludium Együttesnek.
Zeneszerzőként is ismert. Zongoraversenyét Monostori Gábor és a Szent István Király Szimfonikus Zenekar mutatta be, Antal Mátyás vezényletével, 2011-ben a Művészetek Palotájában.